# Старк, Родни
Ро́дни Уи́льям Старк (англ. Rodney William Stark; 8 июля 1934, Джеймстаун, Северная Дакота, США — 21 июля 2022, Вудвей, Мак-Леннан, Техас, США) — американский социолог религии. Создатель (совместно с Уильямом Симсом Бейнбриджем) модели социологической классификации («концепция Старка — Бейнбриджа») новых религиозных движений.
Доктор философии (1971). С 2004 года заслуженный профессор общественных наук и содиректор Института изучения религий Бэйлорского университета. В 1971—2003 годах профессор социологии и современной религии Вашингтонского университета.

## Биография
Родился в лютеранской семье.
В 1955—1956 годах репортёр газеты The Denver Post.
В 1957—1959 годах проходил военную службу в Армии США, прошел путь от рядового до специалиста 3 класса, в 1961 году будет повышен до штаб-сержанта в действующем резерве.
В 1959 году в Денверском университете получил бакалавра гуманитарных наук по журналистике, а также в 1965 году в Калифорнийском университете в Беркли — магистра гуманитарных наук по социологии, и там же в 1971 году доктора философии по социологии.
В 1959—1961 годах репортёр газеты Oakland Tribune.
В 1961—1970 годах работал в Центре выборочных исследований Калифорнийского университета в Беркли пройдя путь от ассистента-исследователя до социолога-исследователя.
В 1968—1971 годах социолог-исследователь Центра изучения права и общества Калифорнийского университета в Беркли.
В 1987—1999 годах директор-сооснователь MicroCase Corporation.
Автор 41 монографии и более 160 статей, посвящённых различной тематике, включая предрассудки, преступность, самоубийство и городскую жизнь в Древнем Риме.
Подход рационального выбора или обмена в религии, разработанный Родни Старком и его коллегами и учениками Стивен К. Сандерсон указывает (2018) одним из самых влиятельных и важных теоретических подходов в современной социологии религии. Сандерсон указывал Старка ведущим социологом религии и ярым антидюркгеймовцем. По мнению Сандерсона, Старк - лучший социолог религии со времен Макса Вебера.

## Награды
- «Премия за выдающуюся книгу» Общества научного религиоведения[англ.] (1986) за монографию «Будущее религии: секуляризация, возрождение и формирование культов»[6]
- «Премия за выдающуюся книгу» Общества научного религиоведения[англ.] (1986) за монографию «Воцерковление Америки — 1776-1990»[6].
- «Премия за выдающуюся учёность» Тихоокеанской социологической ассоциации[англ.] (1993)[6]
- Почётный доктор гуманитарных наук Джеймстаунского колледжа[англ.] (1994)[6]
- Номинация на Пулитцеровскую премию (1996) за монографию «Взлёт христианства: пересмотр истории социологом»[6]
- «Премия за выдающуюся книгу» Секции социологии религии Американской социологической ассоциации (2001) за монографию «Деяния веры: истолкование человеческой стороны религии».[6]
- «Премия за выдающуюся книгу» Общества научного религиоведения[англ.] (2004) за монографию «Божья слава: как единобожие привело к реформациям, науке, охоте на ведьм и концу рабства»[6]
- «Премия за заслуги» (история/биография) журнала Christianity Today (2004) за монографию «Божья слава: как единобожие привело к реформациям, науке, охоте на ведьм и концу рабства».[6]
- Почётный доктор теологии Лундского университета (2006)[6]
- «Премия за заслуги» (история/биография) журнала Christianity Today (2006) за монографию «Победа разума: как христианство привело к свободе, капитализму и западному успеху».[6]
- «Премия за заслуги» (история/биография) журнала Christianity Today (2008) за монографию «Разыскивая Бога: истоки великих религий и эволюция веры».[6]
- Почётный профессор социологии Пекинского университета (2008)[6]
- «Премия за книгу года» журнала World[англ.] (2012) за монографию «Торжество христианства: как движение Христа стало крупнейшей в мире религией».[6]

## Научные труды

### Монографии
- Christian Beliefs and anti-Semitism (1966) (в соавторстве с Чарльзом Глоком[англ.])
- American Piety (1968) (в соавторстве с Чарльзом Глоком[англ.])
- The Future of Religion: Secularization, Revival, and Cult formation (1985) (в соавторстве с Уильямом Симсом Бейнбриджем
- Sociology (1985) an introductory college sociology text that has been through ten editions as of 2007. 10th: (2006) ISBN 0495093440
- A Theory of Religion (1987) (в соавторстве с Уильямом Симсом Бейнбриджем
- Religion, Deviance, and Social Control (1996) (в соавторстве с Уильямом Симсом Бейнбриджем
- The Churching of America 1776-1992: Winners and Losers in Our Religious Economy (1992) (в соавторстве с Роджером Финке[англ.]); 2-е издание под названием The Churching of America 1776-2005: Winners and Losers in Our Religious Economy (2005)
- The Rise of Christianity: A Sociologist Reconsiders History[англ.] (1996) ISBN 978-0691027494 or How the Obscure, Marginal Jesus Movement Became the Dominant Religious Force in the Western World in a Few Centuries (1997) ISBN 978-0060677015
- Acts of Faith: Explaining the Human Side of Religion (2000) University of California Press (в соавторстве с Роджером Финке[англ.])
- One True God: Historical Consequences of Monotheism (2001), ISBN 978-0-691-11500-9
- For the Glory of God: How Monotheism Led to Reformations, Science, Witch-Hunts, and the End of Slavery. (2003), ISBN 978-0-691-11436-1
- Exploring the Religious Life (2004) ISBN 0-8018-7844-6
- The Victory of Reason: How Christianity Led to Freedom, Capitalism, and Western Success (2005), ISBN 0-8129-7233-3
- The Rise of Mormonism[англ.] (2005), ISBN 0-231-13634-X
- Cities of God: The Real Story of How Christianity Became an Urban Movement and Conquered Rome (2006)
- Discovering God: A New Look at the Origins of the Great Religions (2007), ISBN 978-0-06-117389-9
- God’s Battalions: The Case for the Crusades (2009)
- The Triumph of Christianity: How the Jesus Movement Became the World's Largest Religion (2011), ISBN 0062007688
- America’s Blessings: How Religion Benefits Everyone, Including Atheists (2012)
- How the West Won: The Neglected Story of the Triumph of Modernity (2014), Intercollegiate Studies Institute[англ.], ISBN 1610170857
- Religious Hostility: A Global Assessment of Hatred and Terror (2014) (в соавторстве с Кэти Коркоран)
- A Star in the East: The Rise of Christianity in China (2015) (в соавторстве с Синьхуа Вангом)
- The Triumph of Faith: Why The World Is More Religious Than Ever (2015) ISBN 1610171381
- Bearing False Witness: Debunking Centuries of Anti-Catholic History (2016) ISBN 1599474999
- Reformation Myths: Five Centuries of Misconceptions and (Some) Misfortunes (2017) ISBN 0281078270
- Why God?: Explaining Religious Phenomena (2018) ISBN 1599475537

### Статьи
- Stark R. Class, Radicalism, and Religious Involvement // American Sociological Review[англ.]. — 1964. — Vol. 29, № 5. — P. 698—706. — doi:10.2307/2091420. — JSTOR 2091420.
- Lofland J., Stark R. Becoming a World-Saver: A Theory of Conversion to a Deviant Perspective // American Sociological Review[англ.]. — 1965. — Vol. 30, № 6. — P. 862—875. — doi:10.2307/2090965.
- Stark R. A taxonomy of religious experience // Journal for the Scientific Study of Religion. — 1965. — Vol. 5. — P. 97—116. — doi:10.2307/1384259. — JSTOR 1384259.
- Stark R. Psychopathology and Religious Commitment // Review of Religious Research[англ.]. — 1971. — Vol. 12, № 5. — P. 165—176. — doi:10.2307/3510420. — JSTOR 3510420.
- Stark R., Bainbridge W. S. Of Churches, Sects, and Cults: Preliminary Concepts for a Theory of Religious Movements // Journal for the Scientific Study of Religion. — 1979. — Vol. 18, № 2. — P. 117—133. — doi:10.2307/1385935. — JSTOR 1385935.
- Stark R., Bainbridge W. S. Towards a Theory of Religion // Journal for the Scientific Study of Religion. — 1980. — Vol. 19, № 2. — P. 114—128. — doi:10.2307/1386246. — JSTOR 1386246.
- Stark R., Bainbridge W. S. Networks of Faith: Interpersonal Bonds and Recruitment to Cults and Sects // American Journal of Sociology. — 1980. — Vol. 85. — P. 1376-1395.
- Stark R., Roberts L. The Arithmetic of Social Movements: Theoretical Implications // Sociological Analysis. — 1982. — Vol. 43, № 1. — P. 53—68. — doi:10.2307/3711418.
- Stark R. Church and Sect // The Sacred in a Secular Age / ed. P. E. Hammond. — Berkeley: University of California Press, 1985. — P. 139—149.
- Finke R.[англ.], Stark R. Religious Economies and Sacred Canopies // American Sociological Review[англ.]. — 1988. — Vol. 53, № 1. — P. 41—49. — doi:10.2307/2095731.
- Stark R. Rational Choice Theories of Religion // Agora. — 1994. — Vol. 2, № 1. — P. 1—5.
- Stark R. Bringing Theory Back In // Rational Choice Theory and Religion / ed. L. A. Young. — New York: Routledge, 1997. — P. 3—23.
- Stark R. On Theory-Driven Methods // The Craft of Religious Studies / ed. Jon R. Stone. — New York: St. Martin’s Press, 1998. — P. 175–196.